# Tom Peyer
Tom Peyer (Syracuse, 1954) è un fumettista statunitense.

## Carriera
Tom Peyer è particolarmente noto per il lavoro di revisione svolto sul personaggio Golden Age Hourman e per la sua gestione della Legione dei Supereroi negli anni '90. Col ruolo di editor per la DC/Vertigo, dal 1987 al 1993, invece, si è occupato - tra gli altri -  dell'Hellblazer di Jamie Delano, e del Sandman di Neil Gaiman. Peyer ha lavorato anche per Marvel Comics, WildStorm, e Bongo Comics. Con John Layman ha scritto Tek Jansen, basato sul personaggio di Stephen Colbert.

### Autore
- Action Comics, #638, 640, 641, 723, 757
- Adventure Comics, 80-Page Giant (1998)
- Adventures of Superman, 2008 Annual, #536, 570
- "All-Star Comics 80-Page Giant" (1999)
- Amazing Spider-Man Digital (2009) #13-15
- Amazing Spider-Man Family (2008), #8
- The Amazing Spider-Man #623, 624, 628

Spider-Man: The Gauntlet, vol. 03
- Atom Special (1993) #1 and 2
- The Authority (1999)#23-26 ("Transfer of Power")
- Batman: Gotham Knights (2000) #15 ("Far From the Tree")
- Batman: Legends of the Dark Knight #169-171
- Big Book of... #6 ("Big Book of Little Criminals") and 7 ("Big Book of Hoaxes")
- Bongo Comics Free-For-All (2006)
- Bongo Comics Presents Simpsons Super Spectacular (2006), #4
- Cruel and Unusual (insieme a Jamie Delano, Vertigo, miniserie di 4 numeri, 1999)
- Cthulhu Tales (2008), #1
- DC 2000 (2000), #1 e 2
- Doctor Fate (1988), #35 e 36
- Doom 2099 (1993), #41
- Elseworlds 80 Page Giant (1999), #1
- Flash & Green Lantern: The Brave and the Bold (1999), #1-6
- The Flash 80-Page Giant (1998), #2
- The Flash Secret Files (1997), #2
- The Flash (1987) Annual 8, #238-243
- Go Boy 7: Human Action Machine (2003), #1-4
- Golden Age Secret Files (2001), #1
- Hourman #1-25
- House of M (2005)
- House of M: Spider-Man, Fantastic Four & X-Men (2009)
- Impulse (1995), Annual 02, #19 e 28
- JLA 80-Page Giant (1998), #1 e 2
- JLA in Crisis Secret Files and Origins (1998), #1
- JLA Secret Files and Origins (1997), 33
- JLA: Tomorrow Woman (1998), #1
- Justice Leagues Part I: Twilight's Last Gleaming
- Justice Leagues Part VI: Dawn's Early Light
- The Justice Society Returns
- L.E.G.I.O.N. (1989), Annual 05, #61-70
- Legends of the DC Universe 80-Page Giant (1998), #2
- Legends of the Legion (1998), #1-4
- Legion of Super-Heroes (1989), Annual 06 e 07, #65-121, #1000000
- Legion of Super-Heroes: The Beginning of Tomorrow (1999)
- Legion: Secret Files (1998), #1 e 2
- Legionnaires (1993), #19-34, 36, 40, 44, 47, 54, 75, 1000000
- Magnetic Men Featuring Magneto (1997), #1
- Magnus Robot Fighter (1997), #1-18
- The Making of Hourman (1998), #1
- Marvel Apes (2008), #1 e 2
- Marvel Apes: Amazing Spider-Monkey Special (2009), #1
- Marvel Apes: Grunt Line Special (2009), #1
- Marvel Apes: Speedball Special (2009), #1
- Marvel Apes: The Evolution Starts Here (2009)
- Marvel Team-Up (1997), #1-6, 8-11
- Marvel Valentine Special (1997), #1
- New Gods (vol. 4) #1-11 (con Rachel Pollack, DC Comics, 1995–1996)
- Noble Causes: Extended Family (2003), #2
- Power of the Atom (1988), #14-18
- The Pulse: House of M Special (2005), #1
- The Punisher (2001), #9-12
- Quicksilver (1997), #1-6
- R.E.B.E.L.S. '94 (1994), #0-2
- R.E.B.E.L.S. '95 (1995), #3-14
- R.E.B.E.L.S. '96 (1996), #15-17
- Return to the Amalgam Age of Comics (1997)

Volume 2 - "The Marvel Comics Collection"
- Rocket Comics: Ignite (2003), #1
- Secret Origins 80-Page Giant (1998), #1
- Secret Origins of Super Villains (1999), #1
- Showcase '96 (1996), #11 e 12
- Silver Age: Doom Patrol (2000), #1
- Simpsons Comics (1993), #125
- Simpsons Comics Presents Bart Simpson (2000), #21-23, 25, 26, 28-30, 34, 42
- Simpsons Comics Presents Bart Simpson vol. 06, "Big Beastly Book of Bart Simpson"
- Smash Comics (1999), #1
- Solar, Man of the Atom: Hell on Earth (1998), #2
- Spider-Man Team-Up (1995), #1
- Spider-Man: House of M (2005), #1-5
- Stephen Colbert's Tek Jansen (2007), #1-5
- Superboy (1990), #14
- Supergirl (1996), Annual 02
- Superman (1987), #31, #114
- Superman & Batman Magazine (1993), #3
- Superman Plus (1997), #1
- Superman: The Man of Steel (1991), #58, 92
- Team Titans (1992), #11 e 12
- The Titans (1999), #42-50
- Totems (con Richard Case, Duncan Fegredo e Dean Ormston, Vertigo, 2000)
- Web of Spider-Man (2009), #2
- Wha...Huh? (2005), #1
- Wildstorm Winter Special (2005)
- Wonder Woman (1987), #63
- X-Nation 2099 (1996), #1-3
- ZERO (1974), #2
- Zombie Tales: The Series (2008), #9

### Editor
- Animal Man (1988), Annual 1, #35-63.
- Black Orchid (1988), Annual 1, #1-4
- Constantine: The Hellblazer Collection (2005)
- Doom Force Special (1992), #1 ("Judgment Day")
- Doom Patrol (1987), Annual 02, #44-71
- Hellblazer (1988), #29-41
- Kid Eternity (1993), #1-8
- The Sandman (1989), #16-25
- Shade, the Changing Man (1990), #1-12
- Swamp Thing, #96-100
- Vertigo Jam (1993), #1
- Vertigo Visions: The Geek, #1
- Vertigo Visions: Phantom Stranger, #1
- War of the Gods (1991), #2-4
- Who's Who in the DC Universe, #9, 10, 15
- Wonder Woman (1987), #43-62